# New Tomorrow
«New Tomorrow» (укр. «Нове завтра») — пісня данського попрок гурту A Friend In London, який представляв країну на музичному конкурсі Євробачення 2011. 26 лютого 2011 року пісня перемогла на музичному конкурсному відборі Dansk Melodi Grand Prix, і група отримала право представляти Данію на Євробаченні 2011. Через тиждень пісня була випущена як сингл і тут же зайняла 3 місце в данському хіт-параді синглів музичних (чарт від 4 березня 2011). 14 травня у фіналі Євробачення 2011 пісня зайняла четверте місце .

## Звинувачення у плагіаті
На адресу «New Tomorrow» було висунуто кілька звинувачень у плагіаті. Приспів пісні схожий з китайською народною піснею «Шовковий шлях» в інтерпретації Кітаро. Також, були відзначені схожості з піснями «Sing for Me» Андреаса Джонсона, «Yasashi Yta» японського гурту Mucc, «Face 2 Face» німецької групи Future Trance United і «Shine» гурту Take That . Почасти через дані звинувачень, гурту трохи змінила пісню перед виступами в Дюссельдорфі.